# Biblioteca conventual de San Francisco (Querétaro)
La biblioteca conventual de San Francisco se encuentra en el antiguo convento de San Francisco, la primera construcción conventual en Querétaro, México. Edificado entre 1540 y 1550, fue ampliado en 1596 debido al aumento de frailes franciscanos, fue reconstruido en 1664 y finalmente en 1936 se convirtió en lo que hoy en día es el Museo Regional de Querétaro.

## Historia
La biblioteca conventual en 1685 contaba únicamente con 930, actualmente resguarda 13,467 libros. El aumento de libros de la biblioteca se dio gracias a que se unió con la biblioteca del Colegio Civil (Convento de Santiago Apóstol de San Ignacio de Loyola y de San Francisco Javier). En 1891 se fundó la biblioteca del Colegio Civil, en ella se encontraban libros de colegios franciscanos, dominicos, agustinos y jesuitas, tiempo después, estos libros fueron almacenados en bodegas ya que no eran útiles puesto que a los estudiantes ya no se les enseñaba griego, latín y francés. Esto provocó pérdidas, saqueo y el deterioro de los libros. La unificación de ambas bibliotecas se dio gracias a Germán Patiño Ossa quien realizó los trámites necesarios para transportar los libros de dicha biblioteca a la biblioteca del Museo Regional de Querétaro. Actualmente el responsable de la biblioteca es el Mtro. David Saavedra Vega.

## Acervo
La biblioteca conventual resguarda un total de 13 467 libros editados entre los siglos XVI y XIX, entre los cuales se encuentran misales, biblias, atlas, tratados de hagiografía, filosofía, biología, literatura, música, etc. El 90 % de los libros están en latín, el resto, en español, italiano, francés y árabe. De toda la colección destacan 15 libros corales escritos a mano de Pedro Font, la obra maestra de San Agustín de Hipona, y un manual bilingüe (trasco y español) para administrar los santos sacramentos a los españoles y naturales de la Provincia Franciscana de San Pedro y San Pablo de Michoacán. En cuanto a los materiales, se encuentran ejemplares hechos con papel trapo; encuadernaciones de pergamino, madera y catón, y recubrimientos de piel decorados.

## Actividades de divulgación
La biblioteca conventual está disponible para consultas de investigadores, también se realizan conferencias y ciclos de pláticas.